# Larry Young (Jazzmusiker)
Larry Young Jr. (* 7. Oktober 1940 in Newark, New Jersey als Larry John McCoy; † 30. März 1978 in New York City) war ein US-amerikanischer Jazzorganist und Komponist.

## Leben und Wirken
Young lernte von seinem Vater, Larry Young I, das Piano- und Orgelspiel. Obwohl er in seiner Frühzeit ab 1957 Rhythm & Blues spielte, fand er mit einigen Zwischenschritten schnell den Weg zum freien Spiel auf der Orgel. Er dürfte der erste Musiker auf diesem Instrument gewesen sein, der die Pfade eines Jimmy Smith, Jimmy McGriff oder Jack McDuff verlassen hat und aus der Hammond B3 Free-Jazz-Klangfarben hervorzauberte.
Young nahm sein erstes Album (für Prestige Records) 1960 auf. 1962 tourte er erstmals (mit Trompeter Woody Shaw) durch Europa. Zwischen 1964 und 1969 spielte er mehrere Alben für das Blue Note-Label ein. Dessen Eigentümer, Lion und Wolff, hatten sich durch Jimmy Smith überzeugen lassen, dass die Orgel ein Jazz-Instrument sein konnte. Auf seinem Album Unity auf Blue Note wurde mehr Woody Shaw bemerkt als er selbst, obwohl er hervorragend spielt. Lou Donaldson, Kenny Dorham, Hank Mobley und Grant Green engagierten den Organisten aus Newark in den 1960er Jahren, und die LPs auf New Jazz unter eigenem Namen boten ihm Gelegenheit zur Suche nach neuen Wegen. Er war an Herbie Hancocks Filmmusik zu Blow Up und an der Bitches-Brew-Session von Miles Davis beteiligt und jammte mit Jimi Hendrix. In Tony Williams Lifetime zusammen mit John McLaughlin (und ab 1970 mit Jack Bruce) schuf er am Übergang in die 1970er neue Klänge auf dem schwierigen Pfad zwischen Jazz und Rock; in dieser Zeit änderte er seinen Namen in Khalid Yasin (Abdul Aziz). Später nahm er mit dem Sextett von Lenny White auf. Das Album Lawrence of Newark (1973) wurde 1998 in die Liste “100 Records That Set the World on Fire (While No One Was Listening)” von The Wire aufgenommen.
Larry Young starb mit 37 Jahren an einer unbehandelten Lungenentzündung.

## Veröffentlichungen
Alben unter eigenem Namen 
- Testifying (New Jazz/OJC, 1960)
- Young blues (New Jazz/OJC, 1960)
- Groove Street (Prestige/OJC, 1962)
- Into Somethin’ (Blue Note Records, 1964)
- Unity (Blue Note, 1965) mit Woody Shaw
- Of Love and Peace (Blue Note, 1966) mit Eddie Gale
- Contrasts (Blue Note, 1967)
- Heaven on Earth (Blue Note, 1968)
- Mother Ship (Blue Note, 1969)
- Lawrence of Newark  (Perception, 1973)
- Larry Young’s Fuel (Arista Records, 1975)
- Spaceball (Arista, 1975)
- The Magician  (Acanta/Bellaphon, 1977)
- In Paris: The ORTF Recordings (Resonance, ed. 2016)

Alben als Sideman
- Grant Green: Talkin' About! (Blue Note, 1964)
- Grant Green: Street of Dreams (Blue Note, 1964)
- Grant Green: I Want To Hold Your Hand (Blue Note, 1965)
- Tony Williams Lifetime: Emergency!  (Polydor, 1969)
- Tony Williams Lifetime: Turn It Over (1970)
- Tony Williams Lifetime: Ego (1971)
- Carlos Santana, Mahavishnu John McLaughlin: Love Devotion Surrender (CBS, 1973)

## Sammlungen
- The Complete Blue Note Recordings of Larry Young – (1964–69) – (Mosaic 1991) – 9 LP oder 6 CDs mit Grant Green, Elvin Jones, Sam Rivers, Bobby Hutcherson, Hank Mobley, Joe Henderson, Woody Shaw, James Spaulding, Herbert Morgan ts, Hank White flg, Eddie Wright g, Eddie Gladden, Stacy Edwards, Althea Young voc, Byard Lancaster, George Benson, Lee Morgan

## Lexigraphische Einträge
- Richard Cook: Jazz Encyclopedia. London 2007, ISBN 978-0-14-102646-6
- Leonard Feather, Ira Gitler: The Biographical Encyclopedia of Jazz. Oxford University Press, New York 1999, ISBN 0-19-532000-X.
- Wolf Kampmann (Hrsg.), unter Mitarbeit von Ekkehard Jost: Reclams Jazzlexikon. Reclam, Stuttgart 2003, ISBN 3-15-010528-5.